# Schizotetranychus saitoi
Schizotetranychus saitoi är en spindeldjursart som beskrevs av Ehara 1988. Schizotetranychus saitoi ingår i släktet Schizotetranychus och familjen Tetranychidae. Inga underarter finns listade i Catalogue of Life.